# Rąbierz-Kolonia
Rąbierz-Kolonia – wieś sołecka w Polsce położona w województwie mazowieckim, w powiecie mińskim, w gminie Dobre.
W latach 1975–1998 miejscowość administracyjnie należała do województwa siedleckiego.
Po Dobrym jest największą miejscowością gminy. Sąsiaduje z miejscowościami: Antonina, Walentów, Rudno, Duchów z gminy Dobre oraz Rąbierz i Brzeżnik należącymi do innej gminy. Większość dróg we wsi jest piaszczysta. Dojeżdżają tu autobusy z Czarnogłowia.
Wierni Kościoła rzymskokatolickiego należą do parafii św. Mikołaja w Dobrem.

## LInki zewnętrzne
- Rąbierz (1), [w:] Słownik geograficzny Królestwa Polskiego, t. IX: Pożajście – Ruksze, Warszawa 1888, s. 575.